# ロクステック
ロクステック (Roxtec International AB) は、通信機器、OEM、建設、造船ならびに電力、オイル、ガスの生産や流通などの業界向けケーブルおよびパイプへのシーリングの開発、生産および使用導入を専門とする会社。
1990年にスウェーデンのカールスクルーナにて設立。2008年現在、アジア、中東、ロシアなどに14の子会社を有する。
エチレンプロピレンゴム (EPM, EPDM) をベースにしたマルチダイアメーターシーリングシステムの開発により、会社設立に至った。

## 子会社
1. Roxtec Middle East FZE - アゼルバイジャン / クウェート / トルコ / アラブ首長国連邦
2. Roxtec India Pvt.Ltd. - バングラデシュ / ネパール / スリランカ
3. Roxtec International Trading Co.Ltd. - 中国
4. Tripleton Co.Ltd. - イラン
5. Talbiton Electronics Ltd. - イスラエル
6. ロクステック・ジャパン株式会社 (Roxtec Japan k.k.) - 日本
7. Finessco Engineering PTE - マレーシア / シンガポール
8. Al Alamia Engineering & Technical Services - オマーン
9. NASCOM - パキスタン
10. Qatari Industrial Equipment & Spare Parts - カタール
11. Roxtec RU - ロシア
12. Building Technology Trading Est - サウジアラビア
13. Roxtec Korea - 韓国
14. Cabnetics Technology Inc. - 台湾
15. ETS Engineering CO.LTD. - タイ王国